# Euclysia columbipennis
Euclysia columbipennis là một loài bướm đêm trong họ Geometridae.